# 何永林
何永林（1962年8月—），男，山西霍州人，中华人民共和国政治人物。

## 生平
1991年4月加入中国共产党。1998年，担任内蒙古自治区乌海市委副秘书长。1999年，担任乌海市委副秘书长、办公室主任。2000年2月，担任乌海市委秘书长、办公室主任。2001年9月，担任乌海市委常委、秘书长。2004年，任内蒙古自治区乌海市委常委、副市长。2008年2月，担任内蒙古自治区人民政府调查研究室（参事室）主任兼政府副秘书长。2010年，任内蒙古自治区巴彦淖尔市委副书记、代市长。2010年2月，担任市长。2011年11月，升任中共巴彦淖尔市委书记。
2016年，因涉嫌职务犯罪，内蒙古检察机关宣布对其立案侦查，并采取强制措施。2017年4月，何氏涉嫌受贿、玩忽职守、巨额财产来源不明一案，由内蒙古自治区人民检察院反贪污贿赂局侦查终结，移送审查起诉。2017年10月，因严重违法违纪，何永林受到内蒙古自治区纪委开除党籍、开除公职处分。2018年3月，何氏在通辽市中级人民法院接受审判，他被通辽检方指控犯有受贿罪、玩忽职守罪、巨额财产来源不明罪。